# Hôtel de Marchiennes
L’hôtel de Marchiennes est un hôtel particulier situé à Lille, dans le département du Nord.
Ce site est desservi par la station de métro Mairie de Lille.

## Localisation
L'hôtel est situé au 191 de la rue Pierre-Mauroy à Lille.

## Histoire
Situé à l'intérieur des murs de la ville fortifiée, l'hôtel était un ancien refuge de l'abbaye de Marchiennes qui servait de logement à l'abbé de Marchiennes et aux religieux de passage. Le refuge est fondé en 1620 par Jean de Joncquoy, abbé de Marchiennes, à partir de deux maisons achetées à la communauté des Minimes. Seul le porche, daté de 1626, subsiste des constructions d'origine. Les bâtiments qui demeurent ont été édifiés entre 1710 et 1720 pour la partie centrale et l'aile nord, puis ajoutés au XIXe siècle pour l'aile sud.
La famille d'industriels du  textile Boniface propriétaire depuis 1804 s'opposa à la destruction de l'hôtel programmée dans le cadre de la rénovation du quartier Saint-Sauveur et obtint son  classement au titre des monuments historiques  le 3 novembre 1958.
C'est dans cet hôtel que fut fondé en 1964 l'association de sauvegarde Renaissance du Lille Ancien.

## Architecture
De style classique français importé à Lille après le rattachement au royaume de France, l'hôtel comprend trois ailes réparties autour d'une cour centrale.

## Le refuge dans son environnement
Les propriétaires de 1958 ont pu empêcher la destruction de l'hôtel, non la construction d'une barre à sa droite.
Les 6 copropriétaires de 2013 se sont vainement opposés à celle d'un bâtiment de 5 étages à sa gauche.

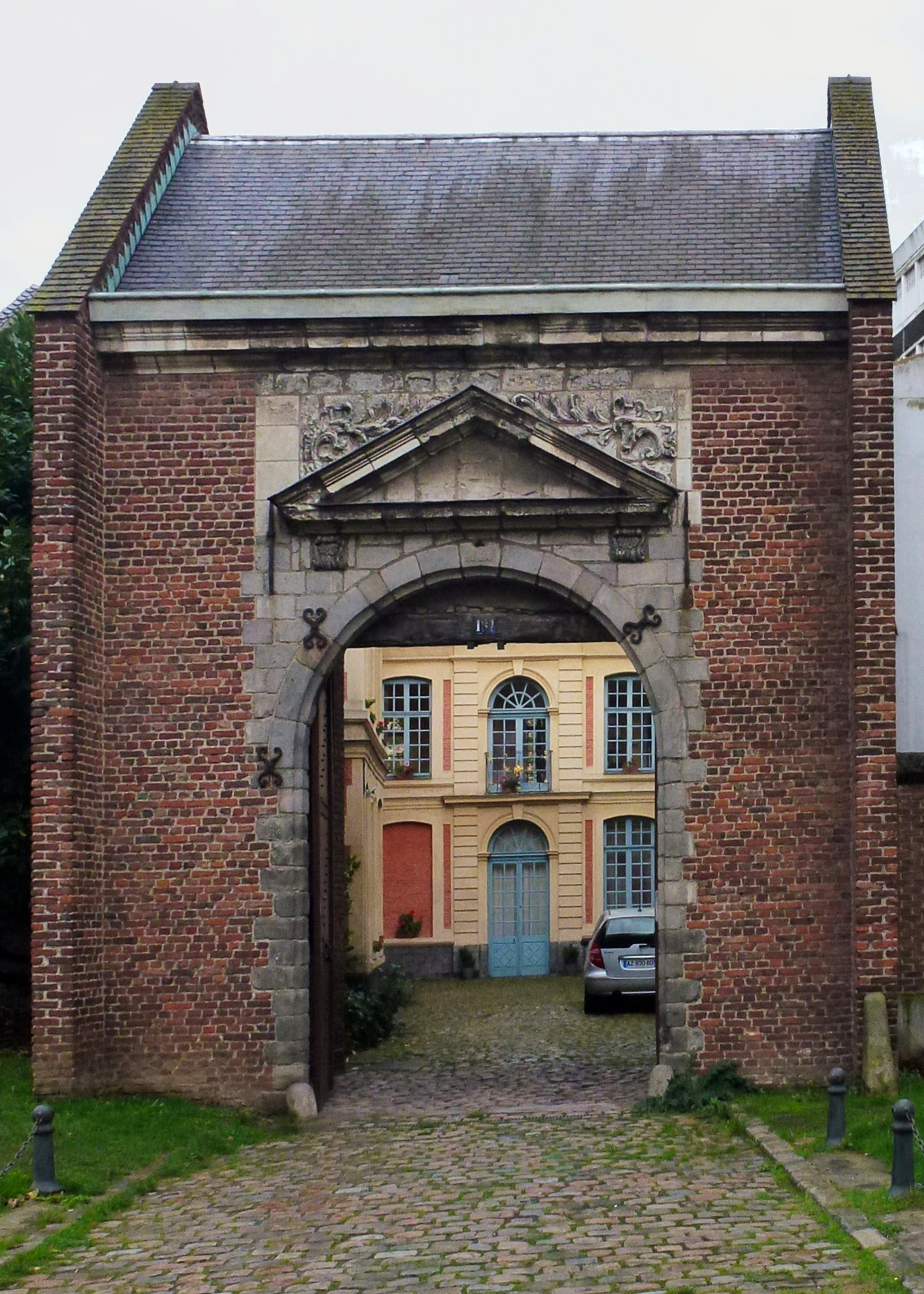
Hôtel de Marchiennes 191 rue de Paris (bâtiment classé)
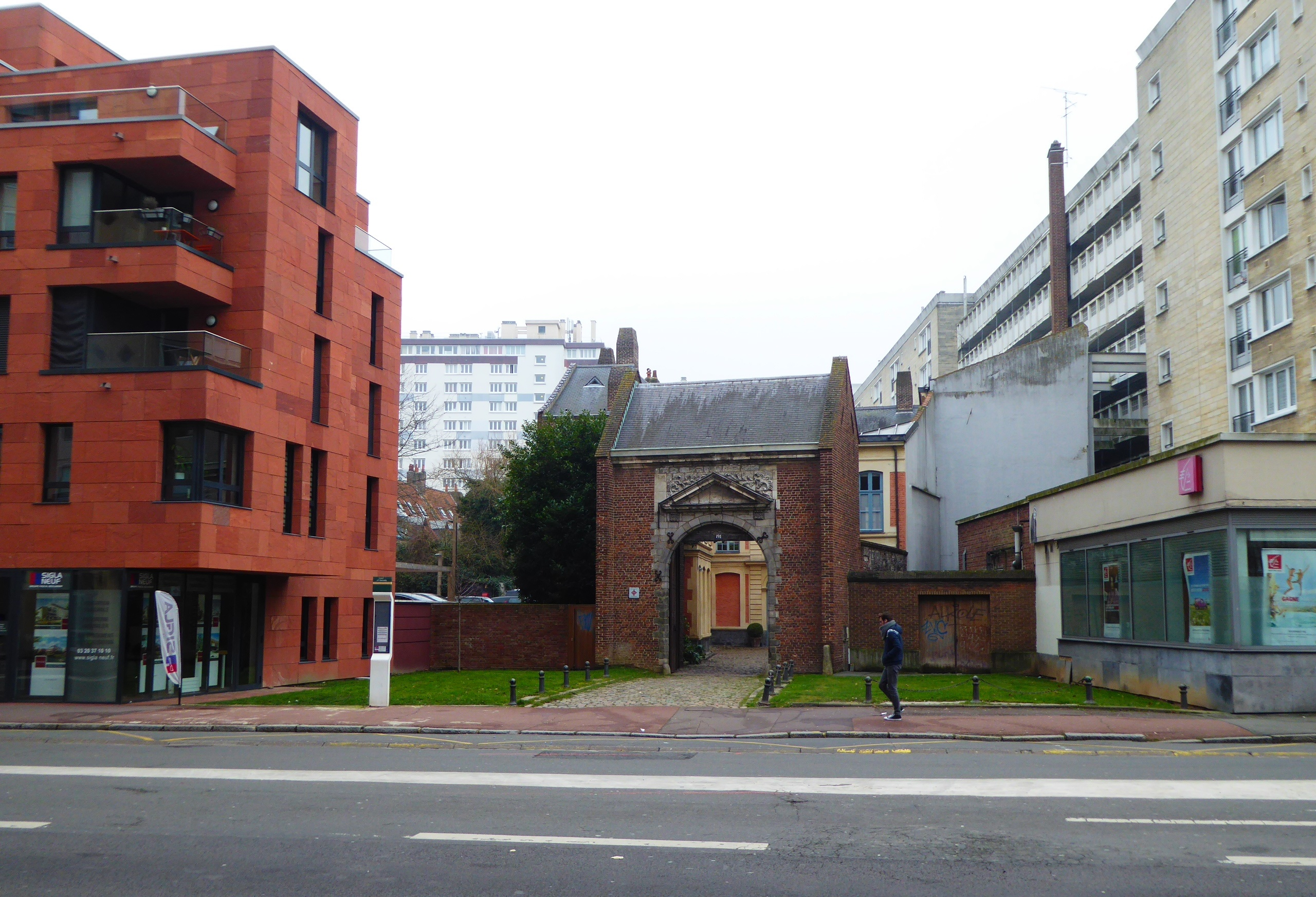
Hôtel de Marchiennes dans son environnement en 2017